# Càmera plenòptica
Una càmera de camp de llum, també coneguda com a càmera plenòptica, captura informació sobre el camp de llum emanant d’una escena, és a dir, la intensitat de la llum a una escena i també la direcció en què els raigs viatgen a l'espai, a diferència d’una càmera convencional, que tan sols captura la intensitat de la llum.
Un tipus de càmera de camp de llum fa servir diverses micro-lents ubicades davant d’un sensor d’imatge convencional per detectar intensitat, color i informació sobre la direcció de la llum. Les alineacions de múltiples càmeres són un altre tipus de càmera de campus de llum, i els hologrames són un tipus d’imatge de camp de llum basada en vídeo.

## Tecnologia

### Recerca inicial
La primera càmera de camp de llum va ser proposada per Gabriel Lippmann l’any 1908, sota el concepte de “fotografia integral”. Els resultats dels experiments de Lippmann van incloure fotografies integrals en brut, realitzades utilitzant una capa de plàstic coberta per una alineació de micro-lents, o integrant parcialment petites boles de vidre, molt properes les unes a les altres i organitzades en un patró aleatori, a la superfície de l'emulsió fotogràfica.
El 1992, Adelson i Wang van proposar el disseny d’una càmera plenòptica que podia ser utilitzada per reduir considerablement el problema de correspondència en l’alineació d’imatges estèreo. Per aconseguir-ho, un grup de micro-lents és col·locat al pla focal de la lent principal de la càmera. El sensor d’imatge és posicionat lleugerament darrere de les micro-lents. Utilitzat aquestes imatges, el desplaçament de les parts de la imatge que no estan enfocades pot ser analitzat i es pot extreure informació sobre la profunditat.

### Càmera plenòptica estàndard
La “càmera plenòptica estàndard” és un model matemàtic estandarditzat utilitzat per investigadors per comparar diferents tipus de càmeres de camp de llum. Per definició, la “càmera plenòptica estàndard” té micro-lents col·locades a una longitud focal de distància del pla d’imatge d’un sensor. Les investigacions han mostrat que la seva línia base màxima està limitada a la mida de la pupil·la de la principal lent d’entrada, cosa que resulta petita al comparar-la amb instal·lacions estereoscòpiques. Això vol dir que la “càmera plenòptica estàndard” podria estar ideada per aplicacions a curta distància, ja que mostra una resolució de profunditat més gran a distàncies molt properes que es poden prediure mètricament a partir dels paràmetres de la càmera.
El 2004, un equip al Laboratori de Gràfics per Ordinador de la Universitat Stanford va utilitzar una càmera de 16 megapixels amb una alineació de 90.000 micro-lents (cada micro-lent pot captar 175 píxels, pel que la resolució final és de 90 kilopixels) per demostrar que les imatges es poden tornar a enfocar després de ser capturades.

### Càmera plenòptica enfocada
Lumsdaine i Georgiev van descriure el disseny d'un tipus de càmera plenòptica en què l'alineació de micro-lents es pot posicionar davant o darrere del pla focal de la lent principal. Aquesta modificació captura el camp de llum de manera que intercanvia la resolució angular per una resolució espacial més alta. Amb aquest disseny, les imatges poden ser enfocades posteriorment amb una resolució espacial molt més altes que les imatges realitzades amb una càmera plenòptica estàndard. En canvi, la resolució angular més baixa pot produir alguns efectes d'aliàsing no desitjats.

### Càmera d’apertura codificada
El 2007, investigadors al MERL van proposar un tipus de càmera plenòptica que feia servir una màscara de pel·lícula de baix cost en comptes d’una alineació de micro-lents. Aquest disseny supera diverses limitacions de les alineacions de micro-lents en quant a aberracions cromàtiques i la pèrdua de píxels, i permet capturar fotografies de major resolució espacial. En canvi, el disseny de màscara redueix la quantitat de llum que arriba al sensor d’imatge en comparació amb les càmeres basades en alineacions de micro-lents.

### Estèreo amb una càmera plenòptica
Les càmeres plenòptiques són útils per capturar imatges en moviment ràpid quan l’auto enfocament podria no funcionar o quan aquest implica un preu molt alt, com amb les càmeres de seguretat. Una gravació d’una càmera de seguretat basada en tecnologia plenòptica podria fer-se servir per produir un model 3D precís d’un subjecte.

## Fabricants de càmeres de camp de llum

### Càmeres disponibles per al consumidor
La companyia Lytro va ser fundada per Ren Ng, alumne del Laboratori de Gràfics per Ordinador de la Universitat Stanford, per comercialitzar la càmera de camp de llum que va desenvolupar com a estudiant de Grau. Lytro ha desenvolupat càmeres de camp de llum digitals a l’abast del consumidor amb la capacitat de capturar imatges fent servir una tècnica plenòptica. Després de l’abandonament del mercat de Lytro el març de 2018, hi existeixen poques opcions per comprar càmeres de camp de llum.
Raytrix va venut diversos models de càmeres plenòptiques per a usos científics i industrials des de 2010, amb caps de visió d’a partir d’un megapíxel.
D’Optron i Rebellion Photonics venen diverses càmeres plenòptiques, especialitzades en imatges microscòpiques i detecció de pèrdues de gas, respectivament.

### Altres càmeres
Pelican Imaging té sistemes fins de càmeres múltiples dirigits a productes electrònics per al consumidor. Els sistemes de Pelican fan servir entre 4 i 16 micro-càmeres properes entre elles en comptes d’un sensor d’imatge de micro-lents. Nokia va invertir en Pelican Imaging per produir un sistema de càmera plenòptica amb una càmera d’alineació de 16 lents per implementar als smartphones Nokia el 2014. Més recentment, Pelican ha passat a dissenyar càmeres addicionals que afegeixen capacitats de detecció de profunditat a la càmera principal d’un dispositiu, en comptes d’alineacions de càmeres independents.
La càmera de camp de llum d’Adobe és un prototip de càmera de 100 megapíxels que captura una imatge tridimensional de la escena enfocada utilitzant 19 lents configurades individualment. Cada lent prendrà una fotografia de 5,2 megapíxels de l'entorn complet de la càmera i cada imatge podrà ser enfocada a voluntat més endavant.
La càmera CAFADIS és una càmera plenòptica desenvolupada per la Universitat de La Laguna (Espanya). L’acrònim CAFADIS és una abreviació de “Càmera de Fase-Distància”, ja que pot utilitzar-se per estimar distàncies i fronts d’ona òptics. A partir d’una sola captura pot produir diverses imatges re-enfocades a diferents distàncies, mapes de profunditat, imatges completament enfocades i parelles estèreo. Un disseny òptic similar també es pot fer servir a l'òptica adaptativa al camp de l'astrofísica, per corregir les aberracions causades per la turbulència atmosfèrica en imatges de telescopi. Per realitzar aquests processos, diferents algorismes que funcionen a través de GPUs i FPGAs, operen en la imatge RAW captada per la càmera.
La càmera de camp de llum de Mitsubishi Electric Research Laboratories (MERL) està basada en el principi de l’heterodinació òptica, i fa servir una pel·lícula impresa (màscara) ubicada a prop del sensor. Qualsevol càmera portàtil es pot convertir en una càmera de camp de llum fent servir aquesta tecnologia, inserint una pel·lícula de baix cost sobre el sensor. Un disseny basat en una màscara evita el problema de la pèrdua de resolució, ja que es pot generar una imatge d’alta resolució per a les parts enfocades de l'escena.

### Càmeres de camp de llum per aficionats
Modificar càmeres digitals estàndard requereix poc més que la capacitat per produir pel·lícules apropiades de material de micro-lents, pel que alguns aficionats han pogut produir càmeres les imatges de les quals es poden processar per obtenir profunditat de camp selectiva o informació sobre la ubicació.

## Ús en l'educació
A un estudi publicat el 2017, investigadors van observar que la incorporació de fotografies de camp de llum a un mòdul virtual d’anatomia no va resultar en un millor aprenentatge comparat amb un mòdul idèntic amb fotografies tradicionals de cadàvers dissecats.

## Microscopi de camp de llum
El Laboratori de Gràfics per Ordinador de la Universitat Stanford ha desenvolupat un microscopi de camp de llum fent servir una alineació de micro-lents similar a la que fa servir la càmera de camp de llum desenvolupada pel laboratori. El prototip s'ha construït al voltant d’un microscopi òptic Nikon Eclipse o un microscopi de fluorescència de camp ampli, i càmeres CCD estàndard. La capacitat de capturar el camp de llum s'obté mitjançant un mòdul que conté una alineació de micro-lents i altres components òptics col·locats al camí de la llum entre la lent de l'objectiu i la càmera, i la imatge final amb enfocament múltiple es renderitza fent servir un procés de desconvolució. Una versió posterior del prototip va afegir un sistema d’il·luminació del camp de llum que consistia en un projector de vídeo (per permetre un control per ordinador de la il·luminació) i una segona alineació de micro-lents en el camí de llum de la il·luminació del microscopi. L’adició d’un sistema d’il·luminació del camp de llum va permetre utilitzar altres tipus d’il·luminació (com la il·luminació obliqua i gairebé de camp fosc) i correccions per a aberracions òptiques.